# Achal FK
Achal FK är en turkmensk fotbollsklubb baserad i Achalprovinsen. Klubben spelar i Turkmenistans toppdivision, Ýokary Liga.
Klubben slutade 1992 på en tredje plats i Ýokary Liga. Men redan året därpå åkte klubben ur toppdivisionen. Säsongen 1998/99 gick klubben återigen upp till Ýokary Liga, för att sedan år 2005 bli nedflyttade igen. Sedan år 2008 har klubben hållit till i Ýokary Liga.

## Meriter
- Ýokary Liga[1]
  - Klubben var mästare (1): 2022
  - Silver: 2014, 2017, 2018, 2019, 2020, 2021
  - Brons: 1993

- Turkmenistanska cupen[2]
  - Vinnare: 2013, 2014, 2017
  - Finalist: 2019, 2021

- Turkmenistanska supercupen
  - Vinnare:
  - Tvåa: 2021

## Placering tidigare säsonger
| Säsong | Nivå | Liga        | Placering | Referens      | Notering |
| ------ | ---- | ----------- | --------- | ------------- | -------- |
| 2010   | 1    | Ýokary Liga | 8         | [ 3 ]         |          |
| 2011   | 1    | Ýokary Liga | 8         | [ 4 ]         |          |
| 2012   | 1    | Ýokary Liga | 4         | [ 5 ]         |          |
| 2013   | 1    | Ýokary Liga | 6         | [ 6 ]         |          |
| 2014   | 1    | Ýokary Liga | 2         | [ 7 ]         |          |
| 2015   | 1    | Ýokary Liga | 5         | [ 8 ] [ 9 ]   |          |
| 2016   | 1    | Ýokary Liga | 4         | [ 10 ]        |          |
| 2017   | 1    | Ýokary Liga | 2         | [ 11 ]        |          |
| 2018   | 1    | Ýokary Liga | 2         | [ 12 ]        |          |
| 2019   | 1    | Ýokary Liga | 2         | [ 13 ]        |          |
| 2020   | 1    | Ýokary Liga | 2         | [ 14 ]        |          |
| 2021   | 1    | Ýokary Liga | 2         | [ 15 ] [ 16 ] |          |
| 2022   | 1    | Ýokary Liga | 1         | [ 17 ]        |          |
| 2023   | 1    | Ýokary Liga | 4         | [ 18 ]        |          |
| 2024   | 1    | Ýokary Liga | 2         | [ 19 ]        |          |

## Tränare
- Armen Sogomonijan (2005)
- Ali Gurbani (2005)
- Durdy Derdjzepov (2008)
- Armen Sogomonjan (2011)
- Bajramdurdy Durdjjev (2012)